# آس ناس

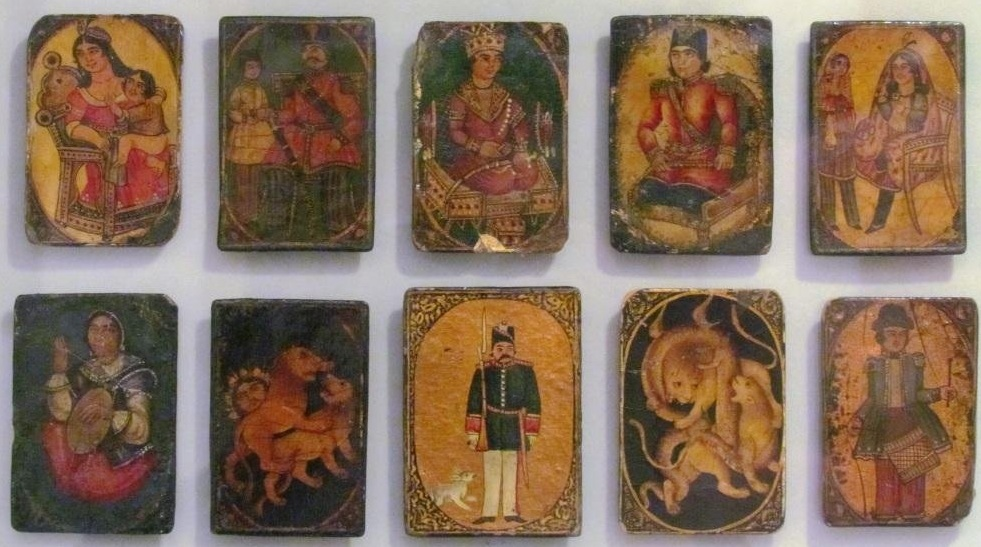
این تصاویر شکل های روی ورق هارا نشان میدهد که شامل بی بی.شاه.سربازو...

آس ناس یا آسناس یا آس بازی نام نوعی از بازی یا قمار با ورق‌های مخصوص که بر آنها نقش‌های آس، شاه، بی‌بی، سرباز، لکات است.